# Stefanów (Silesia)
Stefanów [pronunciación en polaco: /stɛˈfanuf/] es un pueblo ubicado en el distrito administrativo de Gmina Koniecpol, dentro del condado de Częstochowa, voivodato de Silesia, en Polonia del sur. Se encuentra aproximadamente a 7 kilómetros al oeste de Koniecpol, a 35 kilómetros al este de Częstochowa, y a 72 kilómetros al noreste de la capital regional Katowice.
El pueblo tiene una población de solo 11 habitantes.